# Massacre d'Andijan

Le massacre d'Andijan est la répression avec des armes de guerre d'une manifestation, consécutive à la prise d'assaut de plusieurs bâtiments publics de la ville industrielle d'Andijan, en Ouzbékistan, le 13 mai 2005. La foule était cependant désarmée. Alors que le gouvernement a arrêté un bilan à 187 morts (dont une moitié de policiers et de militaires), les organisations non-gouvernementales ne peuvent pas fournir de bilan précis, mais estiment qu'il y a eu au moins plusieurs centaines de morts parmi les manifestants, dont des femmes, des enfants et des vieillards. Un ancien des services secrets ouzbeks estime que le bilan est proche des 1 500 morts, les corps ayant été ensevelis dans des fosses communes. Ce massacre et ses suites sont un des événements les plus marquants de la dictature ouzbèke.

## Contexte
Au moment de l'indépendance de l'Ouzbékistan, l'économie est restée entièrement sous le contrôle de l'État qui la dirige encore de nos jours. Islam Karimov gouverne l’Ouzbékistan depuis 1991, en étant constamment réélu avec des résultats compris entre 88 et 100 %. Le pouvoir utilise fréquemment la torture et est qualifié de régime parmi les plus répressifs au monde, à la fois contre les démocrates (avec des milliers de prisonniers politiques) et contre l'islam (avec la fermeture de centaines de mosquées),.
Andijan se trouve dans la vallée de Ferghana, vallée la plus fertile et la plus peuplée d'Asie centrale. Elle a été morcelée entre trois républiques par le régime soviétique dans les années 1920, qui a pris soin de placer les frontières de façon que les voies de communication reliant la vallée à chacune des trois républiques passent soit par le territoire des autres républiques, soit par des cols à très haute altitude. Depuis l'éclatement de l'URSS, la vallée est le théâtre de tensions graves, avec des attentats à Tachkent le 16 février 1999 (16 morts et 130 blessés), puis la guerre au Tadjikistan dans les années 1990 qui déborde en Ouzbékistan en 2000, avec l'action d'une guérilla depuis les montagnes de Kirghizie et du Tadjikistan. Le statut des paysans est intermédiaire entre le servage et l'esclavage, et les condamne à une misère profonde. Cette misère des campagnes provoque des manifestations en mars 2004 à Andijan, Tachkent, Samarkand et Djizak. Ces manifestations ont évolué en émeutes à Tachkent et Boukhara, et des commissariats sont attaqués. En juillet de la même année, des femmes kamikazes se font exploser devant les ambassades des États-Unis et d'Israël, faisant une cinquantaine de morts.
Le pouvoir ouzbek se sent menacé par le mouvement islamiste radical (l'islamisme radical est appelé « wahhabisme » localement), Akramia, similaire à celui qui a pris le pouvoir en Kirghizie ainsi que par le mouvement Hizb ut-Tahrir, fondé en Jordanie et basé à Londres, qui prône le retour au califat et à un régime musulman strict. Il se déclare pourtant non-violent. En juin 2004, vingt-trois personnes sont arrêtées, accusées de complot pour renverser l’État, et torturées. Elles sont jugées en février 2005 et condamnées à la prison. Le troisième mouvement est le mouvement islamique d'Ouzbékistan (MIO) qui est inscrit à la liste des organisations terroristes par les États-Unis depuis 2002.
La manifestation du 13 mai est l'occasion de protester contre la pauvreté et l'emprisonnement des vingt-trois détenus,,.

## Déroulement
Le 10 mai, une manifestation a lieu pour demander la libération des chefs d’entreprise emprisonnés, rassemblant environ 1 000 personnes. Le 11 mai, une autre manifestation rassemble encore 4 000 personnes, pour entendre le verdict. Quelques manifestants du 11 sont arrêtés le 12 mai,. 
Dans la nuit du 12 au 13 mai, la prison d’Andijan est attaquée par un commando de 50 à 100 hommes, et les 23 prisonniers sont libérés,, avec plusieurs centaines d’autres personnes emprisonnées pour des motifs similaires. Quelques gardiens de prison sont tués,,. Un raid est également mené contre plusieurs postes de police, et le commando s'empare de garnisons militaires, avec leurs magasins d'armes,,. Il prend également le contrôle de plusieurs bâtiments administratifs, et appelle à manifester. Des policiers et des pompiers sont pris en otage, ainsi que des magistrats (au total, une vingtaine de personnes). Par contre, l’attaque du siège du Service national de la Sécurité (SNB) échoue.
Le vendredi 13 mai 2005, la ville est entièrement sous l'emprise du groupe armé. Une manifestation a lieu sur la place Babour, avec de nombreux curieux et des prises de parole au micro,. Les forces gouvernementales bloquent les rues autour de la place, tout en laissant les piétons passer. Un cinéma et un théâtre du centre d'Andijan sont incendiés, sans que les auteurs de l’incendie soient identifiés,,. Dans la journée, au moins un échange de tirs a lieu entre insurgés et troupes gouvernementales, mais les manifestants restent sur place, soit parce que des rumeurs disaient que Karimov allait satisfaire leurs demandes, soit parce que les tentatives de reddition et de départ des manifestants ont échoué.
Des troupes spéciales sont acheminées de Tachkent, dont des blindés, et se retrouvent face aux manifestants, presque tous désarmés. Aucune tentative de dispersion de la foule par des moyens non-létaux n’a lieu : à 17 h 20, les soldats ouvrent le feu à la mitrailleuse lourde sur la foule désarmée,, sans aucune sommation. Plusieurs témoignages rapportent que les otages ont servi de bouclier humain à des personnes tentant de fuir la place,,. Après la panique, les policiers abattent les blessés, hommes, femmes et enfants, de manière méthodique. Les tireurs d’élite postés sur les toits ont également fait usage de leurs armes. Il n’y a pas de certitude sur un ordre éventuel de Karimov de procéder à cette répression, bien qu’un ancien espion ouzbek, réfugié en Grande-Bretagne, l’affirme. Le gouvernement ouzbek nie cette version des faits et affirme que seuls des terroristes ont été tués (rapport d’HRW). Une radio locale et plusieurs télévisions d’information, donc CNN et la BBC, voient leurs émissions coupées.
Le massacre a été tellement violent que non seulement du sang était répandu dans les rues sur un rayon de plusieurs centaines de mètres autour de la place, parfois sur une épaisseur supérieure à 1 cm, mais on trouvait encore des membres arrachés et des morceaux de viscères le lendemain, dans la même zone,.
Bournachev et Tchernykh affirment que 12 500 soldats ont été nécessaires pour cette répression, dont la 17e brigade parachutiste, une brigade des forces de réaction rapide, un bataillon des forces spéciales du ministère de l’Intérieur, quatre unités des forces spéciales de la SNB et un bataillon des opérations spéciales du district oriental (voir armée de l'Ouzbékistan).

## Victimes
Le lendemain, les corps sont regroupés par les autorités dans l’école numéro 15, un lycée et un parc public.
Muhammad Solih, fondateur et dirigeant du parti laïc Erk, estime à plus de mille le nombre de morts. Il affirme que les corps ont été ensevelis dans des fosses communes, avec quinze à vingt corps pour chacune d’entre elles ; d’autres corps ont été jetés dans la rivière Karasu.
Djouraboy, un habitant d’Andijan, a conduit un correspondant de Radio Free Europe à une fosse commune le 27 mai 2005. Des fossoyeurs affirment que 74 corps y sont enterrés, et que 37 tombes plus secrètes, avec chacune deux corps, se trouvent également dans la zone. Trois camions ont apporté les premiers corps le 13 mai. Djouraboy est assassiné le 28 mai par trois personnes. Quelques familles des personnes mortes à Andijan le 13 mai ont exhumé leurs proches, et les ont à nouveau inhumés selon les rites musulmans. Il y a au moins une autre fosse commune, dans le jardin botanique d’Andijan. Selon Vitali Ponomariov, directeur du programme Asie Centrale du Memorial Human Rights Center, « des avions ont décollé d’Andijan à partir du soir du 13, et pendant 24 heures, il y a eu 18 vols. Notre source d’information ne sait pas où ils allaient, mais un témoin oculaire affirme que 36 corps étaient chargés dans chaque vol ».

## Suites

### En Ouzbékistan

#### Fuite des habitants d’Andijan
Le régime annonce un premier bilan de seulement neuf tués et trente-quatre blessés le lendemain du massacre, et en rejette la responsabilité sur le groupe Akramia. Malgré la répression, les jours suivants, de nouvelles manifestations ont lieu, rassemblant des milliers de personnes et exigeant la démission du président. Des milliers d’autres personnes quittent la ville, cherchant à fuir le pays, attaquent des bâtiments gouvernementaux à Qorasov, incendient des voitures de police et attaquent les gardes-frontières. La ville est encerclée par l’armée ouzbèke et la Kirghizie expulse 6 000 réfugiés vers l’Ouzbékistan. Au moins deux cents personnes seraient mortes dans ces affrontements, selon l’ONG ouzbèke Appeal.
443 personnes réussissent à se réfugier dans la Kirghizie voisine, avant de pouvoir partir pour l'Europe,.

#### Enquêtes
Le régime refuse une enquête internationale, demandée par l'ONU et l'OSCE.
La journaliste Mutabar Tadjibaeva constitue un dossier de 200 pages sur le massacre, et tente de le porter devant la Cour suprême d’Ouzbékistan. Elle est arrêtée, violée et torturée, avant de trouver asile en Norvège.
Quinze personnes sont arrêtées et jugées comme meneurs de la manifestation, en septembre 2005, suivies de trente-trois autres en décembre : les condamnations vont de 12 à 20 ans de prison.
En juin 2006, un film monté par la dictature à partir de plusieurs vidéocassettes enregistrées par des manifestants pour faire condamner les manifestants lors des procès est diffusé dans le monde. D'une durée de 69 minutes, il ne montre que le début de la manifestation et contredit certaines affirmations du gouvernement ouzbek, notamment sur l’organisation des insurgés. Le gouvernement ouzbek affirme que la manifestation est organisée dans un but insurrectionnel, ce que la vidéo ne prouve pas. Le gouvernement affirme également le caractère religieux ou djihadiste de la manifestation, mais selon le Carnegie Endowment, des Allahu Akbar sont chantés, mais d'après la vidéo, il est difficile de savoir si les manifestants souhaitaient, même pour une partie d'entre eux, l'établissement d'un État fondé sur le respect des enseignements de l'islam. Par contre, la vidéo montre clairement que quelques rares personnes parmi les manifestants étaient armées, et que d'autres fabriquaient des cocktails Molotov.
Les personnes liées à la manifestation sont poursuivies des années durant ; celles qui se réfugient à l’étranger sont arrêtées lors de leur rentrée en Ouzbékistan. 

#### Les ONG en Ouzbékistan, après le massacre
Le gouvernement ouzbek impose à Central Asian Free Exchange (« Libre-échange en Asie centrale ») de quitter le pays le 7 juillet, à cause de son logo non-enregistré et pour défaut de licence internet. Urban Institute reçoit l’ordre de cesser ses activités le 12 juillet parce que ses membres discutent « la situation socio-économique et socio-politique en Ouzbékistan » durant un cours, en violation de leur charte. D’autres organisations ont reçu l’ordre de quitter le pays, ou ont subi des pressions, dans les mois qui ont suivi le massacre d’Andijan, dont Global Involvement through Education, Ecumenical Charity Service, Eurasia Foundation, Freedom House, l'International Research & Exchanges Board, Counterpart International, Radio Free Europe, l’American Council for Collaboration in Education and Language Study, Internews Network, le BBC World Service, Ezgulik, et le bureau local du HCR.
En 2011, le bureau de l’organisation non-gouvernementale (ONG) Human Rights Watch est fermé autoritairement par le gouvernement ouzbek.

### Dans le monde

#### Critiques
Les ONG critiquent fermement le massacre, et appellent à des sanctions et des enquêtes, retenant généralement le bilan de « centaines de morts » et revenant chaque année sur le sujet,,. Le secrétaire général de l’Organisation des Nations unies (ONU), Kofi Annan, demande également une enquête au régime de Tachkent, ce qui est refusé, le régime prenant argument du scandale d'Abou Ghraib qui n'avait pas non plus déclenché d'enquête internationale.
La presse internationale a critiqué le régime ouzbek ; une des filles du dictateur a intenté un procès au journal d’information en ligne français Rue89 qui la qualifiait de « fille de dictateur ».

#### Poursuites
En décembre 2005, une plainte est déposée en Allemagne pour crime contre l'Humanité contre Zokirjon Almatov, le responsable des services de sécurité ouzbeks.

#### Sanctions
L’Union européenne a imposé un embargo sur les armes à destination de l’Ouzbékistan en octobre 2005, mais l’a levé en 2009,.
Le Congrès des États-Unis impose des restrictions à l’aide économique, qui sont levées en septembre 2011, tout en maintenant une base aérienne,.

#### Pays silencieux
L’Allemagne refuse de critiquer le régime, et lui loue la base de Termez 26 millions d’euros tout comme le Royaume-Uni qui utilise le sud du territoire ouzbek pour évacuer ses troupes d’Afghanistan.

## Enquêtes
Outre l’enquête de 200 pages de la journaliste ouzbèke Mutabar Tadjibaeva et des rapports des ONG, plusieurs documentaires filmés ont été produits sur ce massacre et ses conséquences sur les vies des personnes impliquées :
- en 2010, la journaliste britannique Monica Whitlock, correspondante de la BBC en Ouzbékistan au moment des faits, réalise un reportage de 55 minutes, Through the Looking Glass, incluant des témoignages de survivants ;
- en 2012, le journaliste danois Michael Andersen publie le film de 80 minutes Massacre in Uzbekistan[39].